# 프로디지
프로디지(The Prodigy)는 리엄 하울렛(Liam Howlett)이 주축이 되어 1990년 영국 에식스(Essex)에서 결성된 일렉트로닉 음악 그룹이다. 케미컬 브라더스(Chemical Brothers), 팻보이 슬림(Fatboy Slim), 크리스털 메소드(The Crystal Method) 등과 함께 빅비트(big beat) 일렉트로닉 댄스 음악의 선두주자로 꼽힌다. 현재까지 세계적으로 1600백만 장 이상의 앨범 판매고를 올렸으며, 이는 일렉트로닉 음악 역사상 최고 음반 판매고이다. 프로디지의 음악은 1990년대 초반의 레이브(rave), 하드코어 테크노(hardcore techno), 인더스트리얼(industrial)부터 이후의 얼터너티브 록(alternative rock)과 펑크(punk) 보컬을 가미한 빅비트까지 다양한 스타일이다.
현재, 멤버는 리엄 하울렛(Liam Howlett: 작곡/키보드), 키쓰 플린트(Keith Flint: 댄서/보컬), 막심(Maxim: MC/보컬)이다. 여성 댄서이자 보컬을 맡았던 샤키(Sharky)는 밴드 결성 초반에, 댄서이자 간혹 라이브에서 키보드를 맡았던 리로이 쏜힐(Leeroy Thornhill)은 2000년에 밴드에서 탈퇴하였다.
앨범 커버에 적힌 밴드명은 Music for the Jilted Generation(1994)에서는 The Prodigy, The Fat of the Land(1997)에서는 Prodigy, Always Outnumbered, Never Outgunned(2004)에서는 다시 The Prodigy로 바뀌었다. 이에 하울렛은 밴드명이 줄곧 The Prodigy였으며, 이는 로고에 크기를 맞추려다 보니 발생한 일이라고 말한 바 있다.

## 역사

### 시작
프로디지는 영국 에식스 카운티에서 리엄 하울렛이 롤랜드(Roland) W-30 시퀀서 키보드로 작업한 10트랙 데모로 출발하였다. XL Recordings에서 이 데모를 받았고, What Evil Lurks의 12인치 초판이 1991년 2월 출시됐다. 이 초판의 부틀렉(bootleg)이 몇천 부가량 있는데, 싱글 레코드 중심부에 the exchange라고 새겨있다. 프로디지라는 이름은 리엄이 그의 첫 아날로그 신서사이져(analogue synthesiser)인 무그 프로디지(Moog Prodigy)를 딴 것이다.
하울렛이 댄서인 키쓰 플린트, 리로이 쏜힐과 함께 한 프로디지의 첫 공연은 런던 달턴의 Four Aces에서 열렸다. Charly가 6개월 후 발매되어 당시 레이브 무대에서 크게 성공, UK Top 40에서 3위를 차지하며 대중의 이목을 집중시켰다. The Kaos Theory라는 컴필레이션 시리즈에는 그들의 세 번째 싱글인 Everybody In The Place (EP)의 G Force (Energy Flow)가 수록되었다.
Charly의 성공에 힘입어 조악한 클럽용 하드코어 레이브 음악이 음악 차트 순위를 채웠으나 Urban Hype's Trip to Trumpton, Smart E's Sesame's Treet 등 음악 잡지의 비평가들의 냉담한 반응으로 언더크라운드 하드코어 레이브 음악들은 비평가들뿐 아니라 클럽 매니아들과 레이브 신봉자들로부터 매도받는다. 결과적으로 코카인을 뜻하는 Charly는 Charly Says라는 유명한 유아용 공익광고와 동일시되며, 프로디지의 음악은 유아용 레이브, 토이타운(Toytown) 테크노라고 평가받게 된다.

### 첫 정규 앨범,Experience
Charly는 곧 프로디지의 첫 앨범이자 영국 레이브 음악계 역사에 큰 획을 긋는 Experience에 수록된다. Experience 앨범과 수록된 싱글들로 프로디지는 유아용 레이브라는 평가를 떼어버린다. 이 무렵 레이브 음악은 영국의 형사처벌 결의서(Criminal Justice Act)에 명시된 반-레이브(anti-rave) 조항에 의해 새로운 국면을 맞는다. 1993년, 하울렛은 익명으로 화이트 레이블을 발매한다. 수록곡은 Earthbound I 한 곡뿐이었는데, 이 곡의 몽환적이고 날카로운 사운드는 언더그라운드에서 큰 반향을 일으킨다. 이후 하울렛의 곡임이 밝혀지자 많은 비평가들은 충격을 받았다고 한다. 같은 해, 이 곡은 One Love라는 제목을 달고 공식 발매되어 영국 차트에서 8위에 오른다.

### 두 번째 정규 앨범,Music for the Jilted Generation
1994년 프로디지의 두 번째 앨범 Music for the Jilted Generation이 발매되어 영국 앨범차트 1위를 차지한다. 하울렛이 프로디지가 하드 댄스 밴드임을 재확인하고 이 앨범은 이전에 비해 나르코틱 수이트(The Narcotic Suite)와 록에 가까운 성향의 헤비 테크노와 브레이크비트(Breakbeat) 기반의 곡들을 담아 이전에 비해 와일드한 음악 스타일을 보여준다. 이 앨범은 하울렛이 프로디지의 성격을 하드 댄스 밴드이고, 상업적으로 성공하더라도 타협은 없음을 다시금 확인했음에도 머큐리 음악상(Mercury Music Prize)에 노미네이트되었다. 프로디지는 영국의 톱 오브 더 팝스(Top Of The Pops)나 다른 TV 쇼에 출연을 거부하며 미디어에 과도하게 노출되는 것을 피했다. 이때까지 프로디지가 방송에 나온 것으로는 1991년 BBC2 시리즈 '댄스 에너지'에서 Everybody In The Place 공연이 전부였다. 이후 몇해동안 프로디지의 비디오는 MTV 유럽의 전폭적인 서포트를 받으며 유럽에서 그들의 인기도를 크게 높였다. 키쓰 플린트는 1995년 MTV 쇼의 한 에피소드를 맡아 진행하기도 하였다.
Music for the Jilted Generation의 세계적 흥행에 이어, 프로디지는 1995년 Their Law, “Break And Enter 95” 등의 트랙과 라이브 버전과 간주를 위해 기타리스트 짐 데이비스(Jim Davies)를 영입한다. 키쓰 플린트가 전혀 새로운 모습으로 등장한 “Firestarter”의 1996년 버전 이후 프로디지는 미국을 비롯한 해외 음악 시장에 진출하였으며, 영국 음악 차트에서 1위를 차지한다. 이 해에 프로디지는 롤라팔루자(Lollapalooza) 페스티벌에서 메인 공연을 맡기에 이른다. Firestarter는 영국 음악 차트에서 같은 해 다시 1위를 안겨준 두 번째 싱글 Breathe로 이어진다.

### 세 번째 정규 앨범,The Fat of The Land
긴 공백을 깨고 프로디지의 세 번째 앨범 The Fat of the Land가 1997년 프로디지의 글래스톤배리(Glastonbury) 페스티벌 오프닝 공연과 동시에 발매되었다. 전 앨범들과 마찬가지로 이 앨범 또한 밴드와 과격한 주류 댄스 음악에 시금석을 제시하였다. 단순한 멜로디, 잘개 쪼갠 샘플링, 비웃는 듯한 펑크(punk) 스타일의 보컬 등이 특징인 이 앨범에서도 프로디지는 뼈속까지 불쾌한 브레이크와 신경을 거스르는 전기톱 소리 따위의 '프로디지'하면 떠오르는 특징을 간직하고 있었다. 이 앨범으로 프로디지는 영국, 미국의 음악 차트에서 1위를 차지하며 하드 댄스 장르에서 세계적으로 가장 성공적인 밴드로 거듭난다.

### 이후의 활동
1999년에는 영국 BBC Radio 1 게스트 공연 실황을 담은 하울렛의 디제이 믹스 앨범 Dirtchamber Sessions Volume 1이 발매되었다.
투어 콘서트와 녹음 작업을 마친 이후 2002년에는 싱글 Baby's Got a Temper가 발매되었으나 혹평을 받았다. 이 곡은 키쓰 플린트의 또다른 밴드인 플린트(Flint)가 작곡하고 짐 데이비스가 참여하였으며 하울렛이 제작하였다. 프로디지는 이 곡에서 소위 데이트 강간 마약으로 불리는 로히프놀(Rohypnol)을 가사에 사용함으로써, 로히프놀에 대한 긍정 혹은 부정의 견해를 드러내고 있는 것은 아니지만, 다시 한 번 논란의 도마 위에 오른다. 그러나 같은 해에 큐 매거진(Q magazine)은 프로디지를 죽기 전에 봐야 할 밴드 50으로 꼽았다.
프로디지의 네 번째 정규 앨범 Always Outnumbered, Never Outgunned는 2004년 8월 23일(미국에는 2004년 9월 14일) 발매되었다. 통상적으로 발매된 Girls 싱글 이후에는 선구적이고 실험적인 "Memphis Bells" 싱글이 한정판으로 발매되었다. 미국 판의 정규앨범에는 Girls의 리믹스 버전이 보너스 트랙으로 More Girls라는 제목으로 수록되어 있었다.
Memphis Bells는 인터넷으로 5000부 이상의 디지털 싱글이 판매되었다. 이 싱글은 구매자가 악기 종류, 리듬, 멜로디를 조합한 39,600가지 버전 중에 고를 수 있었다. 다섯 가지 믹스는 웨이브(WAV)와 2 오디오 믹스 MP3와 5.1 채널 디지털 시어터 시스템 서라운드 사운드의 세가지 포맷으로 제공되었고, 이는 모두 디지털저작권관리(DRM: Digital Rights Management)과 상관없이 이용 가능했다. 이 실험은 매우 성공적이어서 서버 과부하 문제에도 불구하고 36시간만에 5,000부 이상이 판매되었다고 한다.
2005년에는 컴필레이션 앨범인 Their Law: The Singles 1990-2005와 Out of Space (the Audio Bullys Remix), Voodoo People (the Pendulum Remix), 두 싱글을 포함한 새로운 리믹스 앨범이 발매된다. Voodoo People(the Pendulum Remix)는 이 컴필레이션의 DVD에 뮤직비디오(Music Video)가 수록되어있다. 이 뮤직비디오에는 프로디지 역사상 유일한 여성 멤버인 샤키가 등장한다.

### 각종 미디어에서 사용된 프로디지 음악
프로디지의 음악은 비디오 게임, TV 프로그램, 영화 등에 이용되었다. You'll Be Under My Wheels는 비디오 게임 니드포스피드: 모스트 원티드, BMW 1 시리즈 광고, 영화 분노의 질주: 도쿄 드리프트의 엔딩 크레딧에 사용되었다. 또한 The Fat of The Land에 수록된 곡들 중에는 Firestarter가 경음악 버전으로 비디오게임 Wipeout 2097에, Mindfields가 영화 매트릭스(The Matrix)에, Funky Shit이 영화 이벤트 호라이즌(Event Horizon)의 후반부에 사용되었다. 이 외에도 Voodoo People과 One Love은 영화 해커스(Hackers), 프랑스 영화 와사비(Wasabi), 도베르만(Dobermann)의 사운드트랙에 사용되었다. 2006년에는 앨범 Always Outnumbered, Never Outgunned의 Spitfire가 미국 CBS 방송사의 CSI과학수사대 라스베가스의 한 에피소드 오프닝과 엑스박스(XBox) 360의 레이싱 게임 Forza 2, 영화 하우스오브왁스에 사용되었다. Breathe는 플립 스케이트보드 컴퍼니의 Sorry라는 비디오에서 프로 스케이트보드 선수 Rune Glifberg가 사용하였다. Breathe는 또한 프로 레슬러 Al Snow의 Extreme Championship Wrestling 게임 입장 테마곡으로도 쓰였다. 논란거리가 되었던 곡 Smack My Bitch Up는 영화 미녀삼총사의 첫 결투 장면에서 쓰였다. 이 곡은 또한 무서운 영화 2에 쓰이기도 했다. 영화 미녀 삼총사: 맥시멈 스피드에서는 전편과 같이 두 주요 액션 장면에서 Breathe와 Firestarter를 사용하였다. 2007년에는 영화 스모킹 에이스(Smokin' Aces)에서 First Warning을 클라이막스 부분에 사용하였고, 같은 해 일본 애니메이션 Verxille에서는 프로디지의 최신곡 The Shadow을 사용하였다.

## 구성원

### 현재 멤버
- 리엄 하울렛 – 키보드, 프로그래밍 (1990 - )
- 키쓰 플린트 – 댄서, 보컬 (1990 - 2019 )
- 막심 – MC, 보컬 (1990 - )

### 이전 멤버
- 리로이 쏜힐 – 댄서, 보컬 (1990 - 2000)
- 샤키 - 댄서, 보컬 (1990 - ?)

## 앨범 목록
| - 1992: Experience - 1994: Music for the Jilted Generation - 1997: The Fat of the Land - 2004: Always Outnumbered, Never Outgunned - 2009: Invaders Must Die - 2015: The Day is My Enemy - 2018: No Tourists - 1991: What Evil Lurks - 1995: Voodoo People - 2002: Baby's Got a Temper - 2009: Lost Beats - 1999: The Dirtchamber Sessions Volume One - 2005: Their Law: The Singles 1990-2005 | - 1991: "Charly" - 1991: "Everybody in the Place" - 1992: "Fire/Jericho" - 1992: "Out of Space" - 1993: "Wind It Up (Rewound)" - 1993: "One Love" - 1994: "No Good (Start the Dance)" - 1994: "Voodoo People" - 1995: "Poison" - 1996: "Firestarter" - 1996: "Breathe" - 1997: "Smack My Bitch Up" - 2004: "Girls/Memphis Bells" - 2004: "Girls" - 2004: "Hotride" - 2005: "Spitfire" - 2005: "Voodoo People (Pendulum Remix)/Out of Space (Audio Bullys Remix)" - 2009: "Invaders Must Die" - 2009: "Omen" - 2009: "Warrior's Dance" |

### 미발매 라이브 트랙
- Gabba (1996)
- Trigger (1999)
- Nuclear (1999)
- Little Goblin (2002)
- Ghost Town (2002)
- First Warning (2004)
- Wake the fuck up (2004) (Wake Up Call 라이브 버전)
- Razor (2005)
- Shadow of the devil (세가지 다른 버전)(2007)
- Beat 55 (2008)
- Warning (2008)
- Comanche (2009) (The Big Gundown 라이브 버전)

## 같이 보기
- 케미컬 브라더스(Chemical Brothers)
- 팻보이 슬림(Fatboy Slim)
- 오비탈(Orbital)
- 다프트 펑크(Daft Punk)
- 퓨쳐 사운드 오브 런던(Future Sound of London)
- 크리스털 메소드(Crystal Method)

## 참고 문헌
1. ↑  Amazon.de: The Prodigy - Music in Review: The Prodigy: DVD
2. ↑  Howlett L, Nekozine online zine (2005. 11), 밴드 이름 변동에 관한 내용은 리엄 하울렛과의 인터뷰를 참조할 것. (link).
3. ↑  James M, Prodigy book (2002), p. 44, Sanctuary Publishing, 무그 신서사이저에서 밴드의 이름을 따왔다고 언급함.
4. ↑  TheProdigy.info » Prodigy discography » promos » One Love